# Copertina (musica)

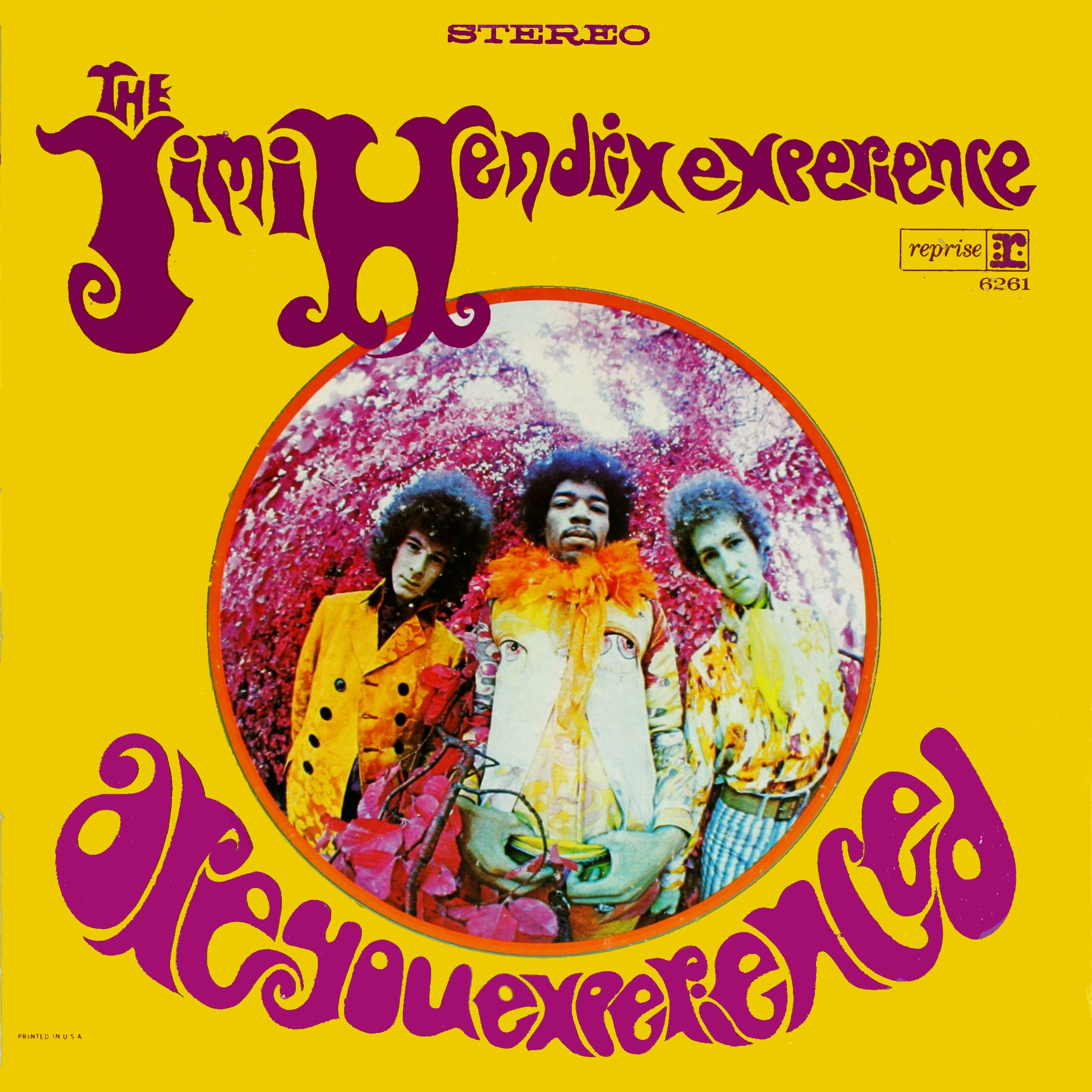
Copertina dell'edizione britannica di Are You Experienced dei Jimi Hendrix Experience

La copertina, anche conosciuta con i suoi corrispettivi in lingua inglese cover e artwork, è l'elemento visuale di una pubblicazione musicale. Il termine viene anche usato in senso più ampio per indicare il supporto che contiene una determinata uscita discografica. Le copertine hanno diverse finalità, tra cui quella di promuovere un artista, comunicare l'idea che sta alla base della sua musica e offrire un approccio visivo alla sua musica. Le loro dimensioni e proporzioni dipendono dal tipo di pubblicazioni che esse contengono.

## Storia
Prima della seconda guerra mondiale le copertine dei dischi a 78 giri raffiguravano solamente il logo dell'etichetta discografica che li diffondeva.
Benché si pensi che la grafica dei dischi in vinile fosse stata ideata nel 1938 da Alex Steinweiss, il direttore artistico della Columbia Records, un'operazione analoga venne fatta qualche anno prima dal francese André Girard con le pubblicazioni di Mireille Hartuch, Jean Nohain, Pills et Tabet e Gilles e Julien.
Negli anni sessanta, quando si assistette alla nascita dell'album inteso non più come semplice raccolta di inediti ma come "opera d'arte" a tutti gli effetti, molte etichette e gruppi musicali come i Beatles, i Rolling Stones, i Velvet Underground, i Pink Floyd e quelli del rock progressivo iniziarono a prestare maggiore attenzione alla grafica delle copertine. Le foto raffiguranti i musicisti in posa fecero spazio a immagini dipinte, fotografie e collage dalla forte valenza artistica realizzate da illustratori specializzati. Questi fattori portarono alla nascita del collezionismo discografico.
A partire dagli anni 2000, grazie a Photoshop e altri mezzi tecnologici, divenne più semplice per gli artisti realizzare delle cover.